# Woordkunst
Woordkunst is het vermogen om gedachten en emoties mooi te verwoorden. Hierbij kan gedacht worden aan bijvoorbeeld zinsbouw, ritme, rijm en andere stijlfiguren.

## Onderwijsvorm
Woordkunst is een studierichting binnen het kunstonderwijs. Het is ruimer dan de vroegere benaming "dictie" of "voordracht" omdat er naast gearticuleerd, gevoelvol voordragen van poëzie of monologen ook aandacht is voor mimiek, zangkunst, camera-, microfoon-, ademhalings- en bewegingstechniek in combinatie met een uitgebreid pakket moderne talen. De studierichting wordt beschouwd als een goede voorbereiding op de hogere professionele toneelopleidingen.